# Kawasaki Z650
Kawasaki Z650 to japoński motocykl typu naked produkowany od 2017 roku przez firmę Kawasaki.

## Omówienie
Kawasaki Z650 został wprowadzony do sprzedaży w 2017 roku jako następca Kawasaki ER-6n, od którego jest lżejszy aż o 19 kg.
Motocykl wyposażony jest standardowo w sprzęgło antyhoppingowe, podwójną przepustnice i ABS. Zastosowany w nim silnik wywodzi się od tego stosowanego w ER-6n, dysponując trochę mniejszą mocą (4 KM), za to wyższym momentem obrotowym o prawie 2 Nm, a dodatkowo spełnia normy spalania Euro 4.

## Dane techniczne[3]

### Silnik
- Typ silnika: Chłodzony cieczą, 4-suwowy, silnik dwucylindrowy w układzie równoległym
- Pojemność skokowa silnika: 649 cm³
- Średnica x skok: 83 x 60 mm
- Stopień sprężania: 10.8:1
- Układ zaworów: 8 zaworów DOHC
- Układ paliwowy: Wtrysk paliwa: Ø 36 mm x 2 z podwójnymi zaworami dławiącymi
- Układ rozruchowy: Elektryczny
- Smarowanie: Smarowanie wymuszone, półsucha miska olejowa

### Osiągi i przeniesienie napędu
- Moc maksymalna: 50,2 kW {68 KM} / 8.000 obr./min
- Emisja C02: 103 g/km
- Maksymalny moment obrotowy: 65,7 N•m {6,7 kgf•m} / 6.500 obr./min
- Przełożenie: 6-biegowa
- Przeniesienie napędu: Łańcuch uszczelniony
- Sprzęgło: Mokre wielotarczowe, manualne

### Hamulce i zawieszenie
- Hamulce, przednie: Podwójne tarcze pół-pływające, 300 mm, o obrysie falistym, zacisk z podwójnym tłoczkiem
- Hamulce, tylne: Pojedyncza tarcza 220 mm, o obrysie falistym zaciskiem jednotłoczkowym
- Zawieszenie, przednie: Widelec teleskopowy 41 mm
- Zawieszenie, tylne: Back-link poziomy, wstępne napięcie sprężyny

### Rama i wymiary
- Typ ramy: Kratowa, stal o dużej wytrzymałości na rozciąganie
- Ślad: 100 mm
- Skok zawieszenia, przednie: 125 mm
- Skok zawieszenia, tylne: 130 mm
- Opona, przednia: 120/70ZR17M/C (58W)
- Opona, tylna: 160/60ZR17M/C (69W)
- Dł x Szer x Wys: 2.055 x 775 x 1.080 mm
- Rozstaw osi: 1.410 mm
- Prześwit pod pojazdem: 130 mm
- Pojemność zbiornika paliwa: 15 litrów
- Wysokość siedzenia: 790 mm
- Masa pojazdu gotowego do użytku: 187 kg

## Wersje wyposażenia
Dostępna jest wersja wyposażenia Z650 Performance, w skład której wchodzą:
- Układ wydechowy Akrapovic
- Nakładka tylnego siedzenia
- Tank pad Kawasaki
- Osłona zegarów (szyba przyciemniana)

## Wersje kolorystyczne w poszczególnych latach[5]
|            | 2017 | 2018 |
| biały      | X    |      |
| czarny     | X    | X    |
| metaliczny | X    |      |
| zielony    |      | X    |
| khaki      |      | X    |